# Neomarica
Neomarica es un género de plantas rizomatosas perteneciente a la familia de las iridáceas. Comprende 16 especies nativas de regiones tropicales y subtropicales de Centro y Sudamérica.

## Descripción
Son plantas herbáceas perennes que se propagan por rizomas y a través de renuevos. Las hojas son muy parecidas a las de Iris, miden de 30 a 60 cm de largo por 1 a 4 cm de ancho según la especie considerada. Producen atractivas flores fragantes que se marchitan rápidamente.
La forma de los escapos florales es muy parecida a la de las hojas normales. Luego de florecer, un renuevo se comienza a formar en la extremidad del escapo, el cual continúa creciendo en longitud. El peso del renuevo al desarrollarse hace que el escapo se incline hacia el suelo, permitiendo que la nueva planta enraice lejos de la planta madre. Por esta razón muchas de estas especies son conocidas popularmente como «iris caminantes».

Neomarica northiana detalle de la flor.

## Cultivo y usos
La mayorías de las especies de este género necesitan condiciones cálidas y alta humedad para prosperar. Varias de las especies de Neomarica (N. northiana, N. longifolia y N. caerulea) son plantas ornamentales bastante comunes y de fácil cultivo.

## Taxonomía
El género fue descrito por Thomas Archibald Sprague y publicado en Bulletin of Miscellaneous Information Kew 1928(7): 280. 1928.

## Especies
- Neomarica altivallis (Ravenna) A.Gil - Espírito Santo, Brasil

- Neomarica brachypus (Baker) Sprague - Trinidad

- Neomarica caerulea (Ker Gawl.) Sprague (Iris Brasileño, Doce Apóstoles) - Paraguay, Brasil; naturalizada en Centroamérica + Bioko

- Neomarica candida (Hassl.) Sprague - Argentina, Paraguay, Uruguay, sur de Brasil

- Neomarica capitellata (Ravenna) Chukr - Minas Gerais

- Neomarica caulosa (Ravenna) Chukr - Bahía, Brasil

- Neomarica decora (Ravenna) A.Gil - São Paulo

- Neomarica decumbens (Ravenna) A.Gil - São Paulo

- Neomarica fluminensis (Ravenna) Chukr - Río de Janeiro

- Neomarica glauca (Seub. ex Klatt) Sprague - sur de Brasil

- Neomarica gracilis (Herb.) Sprague - Paraguay, Brasil

- Neomarica humilis (Klatt) Capell. - Brasil, Venezuela, y Colombia

- Neomarica imbricata (Hand.-Mazz.) Sprague - sur de Brasil

- Neomarica itatiaica (Ravenna) A.Gil - Río de Janeiro

- Neomarica latifolia (Ravenna) A.Gil - Paraná, Brasil

- Neomarica longifolia (Link & Otto) Sprague - norte de Brasil y Colombia

- Neomarica nitida

- Neomarica northiana (Schneev.) Sprague (Walking Stick Plant)  - sur de Brasil; naturalizade en Hawái, Jamaica, Puerto Rico, Perú

- Neomarica paradoxa (Ravenna) Chukr - Maranhão

1. Neomarica pardina (Ravenna) A.Gil - Minas Gerais, Río de Janeiro

- Neomarica portosecurensis (Ravenna) Chukr - Bahía, Brasil

1. Neomarica rigida (Ravenna) Capell. - Sur de Brasil

- Neomarica rotundata (Ravenna) Chukr - Paraná

- Neomarica rupestris (Ravenna) Chukr - Minas Gerais

- Neomarica sabini (Lindl.) Chukr - este de Brasil

- Neomarica silvestris (Vell.) Chukr - Sur de Brasil

- Neomarica unca (Ravenna) A.Gil - Bahía

- Neomarica variegata (M.Martens & Galeotti) Henrich & Goldblatt - Centroamérica, centro + sur de México

- Neomarica warmingii (Klatt) Sprague - Minas Gerais